# Кындыг
Кы́ндыг (абх. Кындыҕ, груз. კინდღი) — село в Абхазии, в Очамчырском районе частично признанной Республики Абхазия, согласно административному делению Грузии — в Очамчирском муниципалитете Абхазской Автономной Республики. Расположено к западу от райцентра Очамчыра в равнинной полосе на побережье Чёрного моря. До 1992 года село официально именовалось Киндги. В административном отношении село представляет собой административный центр Кындыгской сельской администрации (абх. Кындыҕ ақыҭа ахадара), в прошлом Киндгский и Ахали-Киндгский сельсоветы. По территории села проходит основное шоссе Абхазии.

## Границы
На севере Кындыг граничит с селом Атара; на востоке — с селом Тамыш по реке Тоумыш; на юге — выходит к черноморскому побережью; на западе — с селом Адзюбжа.

## История
На территории села располагалось Тамышское поселение — большое поселение периода поздней бронзы
Развалины кындыгского храма, в кладке которого наблюдаются активное применение четких рядов кирпичей, в чередовании с камнями, что характерно для раннего периода периода поздней бронзы.
Археологические исследования этого городища проводились в последние годы перед грузино-абхазской войной. К сожалению, война прервала эти исследования и уничтожила большую часть коллекций находок, которые хранились в музее и хранилище на поселении.
Тамышское поселение занимает площадь более 10 га, центральная часть памятника возвышается над территорией на 1,5 м. Археологические исследования показали, что древние жилые постройки на площади поселения располагались на невысоких холмах, окаймленных сетью проточных речек, возможно искусственных каналов. Следы древней протоки сохранились у восточного края поселения, которая вливается, образуя рукав, в устье р. Тамыш. Считается, что поселение прекратило свое существование за 100 лет до появления здесь греческих колонистов.
Исследователи отмечают, что такая удобная в плане судоходства местность не могла остаться невостребованной в античный и средневековый периоды. Поэтому, на наш взгляд, отсутствие данных о них — это следствие малой изученности территории. Работу экспедиции прервала война и более она возобновлена не была.
В XIII веке на побережье Абхазии возникают генуэзские фактории. Возле поселка Ахали-Кындыг находится крепость Сан-Томмазо (в переводе на русский — «крепость святого Фомы»). В результате дипломатических и военных усилий Генуэзская республика прочно утверждается на всем Черноморском побережье.
В XIX веке Кындыг входил в состав Тамышской сельской общины.
В советский период существовало Кындыгское СПТУ № 159.

В сталинский период на незаселённых западных окраинах Кындыга селят мегрельских крестьян из западных районов Грузии. Вскоре компактное мегрельское поселение выделяют в отдельный сельсовет — Ахали Киндги (груз. «Новый Кындыг»). Таким образом с середины XX века и вплоть до 1993 года на территории Кындыга существуют 2 отдельных сельсовета: Кингди и Ахали-Киндги. После грузино-абхазской войны грузинское население покидает Кындыг, и территория Ахали-Киндгского сельсовета включается в состав Кындыгской сельской администрации. Село сильно пострадало от боевых действий, и значительная часть кындыгцев абхазской национальности после войны переселилась в Сухум.
«В Старом Киндги, — сообщалось в газ. „Шанси“ от 4 августа 1993 г., — мы осмотрели поле боя. Не село, а пепелище… Сожженные дома, разгромленные сады, осквернённые могилы. Никакого признака жизни. Кругом ни человеческой души, ни крупного, ни мелкого рогатого скота. Даже беспризорной собаки не увидеть. Короче, чтобы не продолжать, чувствую себя как в Хатыни. Хотя, это только начало, Киндги по сравнению с Тамышем это ничто».
Колхоз
В советское время в селе действовал колхоз имени Берия Очемчирского района (в начале 1950-х годов переименован в колхоз «Меркула»). В колхозе трудились Герои Социалистического Труда председатель Тарас Никифорович Кокоскерия, бригадир Рамшух Пуманович Миквабия, звеньевые Леван Котатович Зарандия, Хухута Зосович Зарандия, Гиджи Иванович Миквабия и Эстат Самсонович Миквабия.

## Население
Население Киндгского сельсовета по данным переписи 1989 года составляло 760 человек; Ахали-Киндгского — 3174 человека. По данным переписи 2011 года население сельской администрации Кындыг составило 711 человек, в основном абхазы.
По данным переписи населения 1886 года в Кындыге проживало православных христиан — 445 человек, мусульман-суннитов не было. По сословному делению все жители селения являлись крестьянами.
Кындыг (Киндги)
| Год переписи | Число жителей | Этнический состав                         |
| ------------ | ------------- | ----------------------------------------- |
| 1886         | 445           | абхазы 100 %                              |
| 1926         | 571           | абхазы 88,8 %; грузины 6,2 %; турки 1,4 % |
| 1959         | 602           | абхазы (нет точных данных)                |
| 1989         | 760           | абхазы (нет точных данных)                |

Ахали-Киндги
| Год переписи | Число жителей | Этнический состав           |
| ------------ | ------------- | --------------------------- |
| 1959         | 1476          | грузины (нет точных данных) |
| 1989         | 3174          | грузины (нет точных данных) |

Сельская администрация Кындыг (Ахали-Киндги и Киндги)
| Год переписи | Число жителей | Этнический состав                                         |
| ------------ | ------------- | --------------------------------------------------------- |
| 1959         | 2078          | грузины, абхазы (нет точных данных)                       |
| 1989         | 3934          | грузины, абхазы (нет точных данных)                       |
| 2011         | 711           | абхазы 94,0 %, русские 3,1 %, армяне 1,3 %, грузины 1,0 % |

## Историческое деление
Село Кындыг исторически подразделяется на три посёлка (абх. аҳабла):
- Акуара Уаа
- Алапанра (Лапанаа, Липана)
- Ахы Уаа (Кындыг-Аху)

## Инфраструктура
В селе действует несколько кафе, магазинов, гостиниц и пансионатов.
Доступ в Интернет осуществляется через Aquafon— оператора телефонной связи, или операторов GSM.
Медицинская помощь оказывается в Центральной районной больнице.

## Экономика
Основной доход население получает от сельскохозяйственной деятельности и туризма. На территории села расположен пансионат «Эвкалиптовая роща». Функционируют гостиницы «Надежда», «Кинги».
На кредит от РФ в селе построен тепличный комплекс «Кындыг-агро». Также работает республиканское унитарное предприятие Министерства сельского хозяйства Абхазии «Абхазмед»
В январе 2021 в селе сотрудниками городских управлений и районных отделов внутренних дел МВД Абхазии совместно с представителями оперативных районных штабов по противодействию незаконной деятельности ферм по добыче криптовалют были обесточены три криптофермы: объект в районе птицефабрики, у горячего источника и в частном домовладении.

## Достопримечательности
Кындыгские термальные источники - сероводородный термальный источник
Кындыгский храм.
Храм расположен примерно в 4 км от побережья, на левом берегу реки Тамыш. Единственное упоминание об этом памятнике мы встречаем у Кудрявцева К. Д.: «Селение Кындыг или Киндги на реке Тоумыш, близ него развалины небольшого греческого храма».
Храм располагается около грунтовой дороги, на небольшом пригорке. Храм это приурочен уже к течению реки Тамыш, устье которой на побережье отстоит от устья Чаща всего примерно на 1,5 км к востоку.
Представляет собой зальное сооружение с выступающей полукруглой апсидой с наружными заплечиками. Сложен храм из булыг и кирпичей. В кладке стен наблюдаются четкие ряды чередования булыжниковой кладки с кирпичной, то есть фактически применена техника opus mixtum. Фиксируются, как минимум, три таких ряда. Толщина кирпичей — 4 см, ширина — 22 см, длину измерить не удалось. Ряды кирпичей проложены через 30 см друг от друга. Внутри стены храма были покрыты штукатуркой, частично сохранившейся в нижней части до сих пор. Дверной проем четко фиксируется с западной стороны. Толщина стен — 80 см. Примесь песка в растворе — 7 % с кирпича в притворе, 5 % — в кладке апсиды. Комплексный учёт архитектурных признаков (тип храма, применение техники opus mixtum) и анализ раствора позволяют предварительно датировать храм позднеантичным временем.
Кындыгская крепость (Крепость Сан-Томмазо) (в переводе на русский — «крепость святого Фомы») — памятник архитектуры Генуэзского времени.
Крепость располагается на месте впадения небольшой речки Чаща. . Исследователи отмечают, что никаких данных о том, было ли здесь укрепление более раннего периода нет, можно предположить, что несмотря на свою небольшую величину, речка вполне могла бы служить для входа небольших судов, а обзор с крепости позволяет контролировать очень значительную часть побережья.
Построена крепость была в период, когда на эти земли пришли генуэзцы, а это период с XIII по XV века, как одна из генуэзских факторий. Фактория вела сначала торговлю обычными товарами с местным населением, и впоследствии стала центром работорговли. Крепость, которая пала под натиском турок во второй половине XV-го века. С того момента её уже не восстанавливали.
Тамышская (Кындыгскую) крепость единственная сохранившаяся до наших времён генуэзская крепость в Абхазии, обозначенная ещё на итальянских средневековых карты.
Заброшенное грузинское кладбище.

## Известные уроженцы
Гамгия Тамара Львовна (1.10.1951) — актриса драматического театра.
Гви́нджия Вадим Иванович (27.05.1957) — Герой Абхазии (1995), участник грузино-абхазской войны (1992—1993).
Киу́т Мамсыр Петрович — (1818, с. Кындыг — 1949) — долгожитель, сказитель
Киу́т Николай Басиатович (1910 — 29.05.1986) — публицист, заслуженный журналист ГССР, заслуженный работник культуры Абхазии, член Союза Журналистов СССР (1958)
Киут Николай Константинович (22.02.1912, — 1965) — журналист, член Союза Журналистов СССР (1958)
Киут Роберт — с 2021 председатель Службы государственной безопасности (СГБ) Абхазии.